# Агамирова, Тамилла Суджаевна
Тамилла Суджаевна Агамирова (21 мая 1928, Баку, Азербайджанская ССР, СССР — 31 августа 2021, п. Николина Гора, Одинцовский городской округ, Московская область, Россия) — советская и российская актриса театра и кино, народная артистка РСФСР (1988), заслуженная артистка Азербайджанской ССР (1960).
Жена народного артиста СССР Николая Сличенко (1934—2021).

## Биография
Родилась 21 мая 1928 года в Баку. В 1951 году окончила Бакинский театральный институт.
В 1952 году в Свердловске, где она участвовала в концертах, её встретила ведущая актриса московского театра «Ромэн» Ляля Чёрная и привела в театр, бывший в то время в Свердловске на гастролях. Тогда же её приняли в театр.
С 1952 года играла в театре «Ромэн». За исполнение своей первой роли на сцене театра в спектакле «Упрямые сердца» была выдвинута на соискание Сталинской премии. За годы работы в театре «Ромэн» сыграла более 50 ролей в русской и зарубежной классике.
Окончила Школу-студию МХАТ.
Уже будучи актрисой театра, в 1950—1960 годах снималась в кино на студии «Азербайджанфильм».
Преподавала в Академии проблем безопасности, обороны и правопорядка.
Скончалась в ночь с 31 августа на 1 сентября 2021 года на 94-м году жизни спустя два месяца после смерти мужа Николая Сличенко. Церемония прощания состоялась в московском театре «Ромэн» 3 сентября 2021 года, отпевание прошло в Храме Рождества Иоанна Предтечи на Пресне. Похоронена рядом с мужем на Троекуровском кладбище.

## Семья
Муж Николай Сличенко (1934—2021), актёр, режиссёр, певец, художественный руководитель театра «Ромэн» (1977—2021); народный артист СССР (1981).
Дочь - Тамилла Сличенко (род. 27 октября 1963), актриса театра «Ромэн».
Сын - Пётр Сличенко (1953-2022)

## Награды и звания
- Заслуженная артистка Азербайджанской ССР (26 августа 1960)
- Заслуженная артистка РСФСР (1982)
- Народная артистка РСФСР (1 июня 1988) — за заслуги в развитии советского театрального искусства
- орден Дружбы (15 апреля 2002) — за многолетнюю плодотворную деятельность в области культуры и искусства, большой вклад в укрепление дружбы и сотрудничества между народами[8].
- орден Почёта (29 апреля 2019) — за большой вклад в развитие отечественной культуры и искусства, многолетнюю плодотворную деятельность[9]

## Работы в театре
- «Упрямые сердца» — инженер Еланина
- «Сломанный кнут» — Витора
- «Грушенька» — Евгения Семёновна
- «Олеся» — Олеся
- «Марьяна Пинеда» — Марьяна Пинеда
- «Я — цыганка» — Цоха
- «Цыган» — Клавдия
- «Девушка счастье искала» — Татьянка
- «Огненные кони» — чтец
- «Они пришли из табора» — Зумруд
- «Горячая кровь» — Нонка и Тунга
- «Человек и волк» — Марта
- «Костры догорают» — Нина
- «Цыганские напевы» — ведущая
- «Сын Мадонны» — Марела и Фатукьяра
- «Ром-Баро» — Вазона и Августа
- «Кабачок Макрель» — Сонька и Нюрка
- «Когда догорают костры» — Ксана
- «О чём пела скрипка» — ведущая
- «Эсмеральда» — Флоранс
- «Цыган Михайло» — Галя
- «Родился я в таборе» — Скалба
- «Песня на рассвете» — Земфира
- «Девчонка из табора» — Вера
- «Птицам нужно небо» — мать
- «О тех, кто любит» — Урма
- «Ты — герой, я — герой» —  тётушка
- «Ехали цыгане» — Анна Михайловна
- «Пражские куранты»

## Фильмография
- 1957 — Дон Кихот — Альтисидора, придворная дама
- 1958 — Её большое сердце — Самая
- 1959 — Настоящий друг — Бильгеиз
- 1960 — Кёроглы — Алагёз
- 1960 — Маттео Фальконе — Джузеппа
- 1962 — Кубинская новелла — рабочая, делегат от табачной фабрики
- 1964 — Человек и цепи — Мария (озвучила Тамара Сёмина)
- 1965 — Непокорённый батальон — Хавер, учительница музыки